# Morze Norweskie
Morze Norweskie (norw. Norskehavet, isl. Noregshaf, far. Noregshavi) – morze przybrzeżne, leżące na granicy Oceanu Arktycznego i Oceanu Atlantyckiego, położone na północny zachód od wybrzeży Norwegii. Od południa sąsiaduje z Morzem Północnym, od południowego zachodu z wodami Atlantyku, od północy z Morzem Barentsa, a od zachodu z Morzem Grenlandzkim.
W przeciwieństwie do większości mórz przybrzeżnych, jego dno nie leży na szelfie kontynentalnym, stąd przeciętna głębokość Morza Norweskiego to około 2 km. Z dna morza, na obszarach gdzie głębokość nie przekracza kilometra, wydobywa się ropę naftową i gaz ziemny. Strefa przybrzeżna jest bogata w ryby, a ciepły Prąd Północnoatlantycki zapewnia stałą dość wysoką temperaturę wód.
Główne porty nad Morzem Norweskim to Trondheim, Tromsø i Narwik.
Linia brzegowa silnie rozczłonkowana od strony Norwegii – liczne zatoki (fiordy), wysepki i cieśniny.

## Geografia
Międzynarodowa Organizacja Morska definiuje obszar Morza Norweskiego w następujący sposób:
- Na północnym wschodzie: linia łącząca najbardziej na południe wysunięty punkt Spitsbergenu z Przylądkiem Północnym na Wyspie Niedźwiedziej, przez wyspę do Kapp Heer i dalej do Przylądka Północnego w Norwegii
- Na południowym wschodzie: wzdłuż wybrzeży Norwegii od Nordkappu do Przylądka Stadt 62°10′N 5°00′E/62,166667 5,000000
- Na południu: od punktu na zachodnim wybrzeżu Norwegii na 61°[8] szerokości geograficznej północnej równolegle do niej aż do 0°53' długości geograficznej zachodniej; stamtąd do północno-wschodniego krańca Fugloy 62°21′N 6°15′W/62,350000 -6,250000 i dalej do wschodniego krańca Gerpir na Islandii
- Na zachodzie: wzdłuż granicy Morza Grenlandzkiego